# Chapuisia ellenbergeri
Chapuisia ellenbergeri es un coleóptero de la familia Chrysomelidae. Fue descrita científicamente en 1924 por Laboissiere.